# Rwanda na Letnich Igrzyskach Olimpijskich 1996
Rwandę na Letnich Igrzyskach Olimpijskich 1996 reprezentowało 4 zawodników (sami mężczyźni). Był to 4 start reprezentacji Rwandy na letnich igrzyskach olimpijskich.

## Skład kadry

### Lekkoatletyka
Mężczyźni
- Emmanuel Rubayiza - bieg na 400 m - odpadł w eliminacjach,
- Alexis Sharangabo - bieg na 1500 m - odpadł w eliminacjach,
- Mathias Ntawulikura - bieg na 10 000 m - 8. miejsce,
- Patrick Ishyaka - maraton - nie ukończył biegu